# 鎌倉宮
鎌倉宮（かまくらぐう）は、神奈川県鎌倉市二階堂にある神社である。後醍醐天皇皇子の護良親王を祭神とする。

## 概要
建武中興十五社の一社で、旧社格は官幣中社。神社本庁の包括下には当初より入っていない単立神社。護良親王の通称である大塔宮（おおとうのみや）に因み、地元では大塔宮（だいとうのみや）と呼ばれることもある。
なお、「護良親王」は歴史的には「もりよししんのう」と訓まれたと考えられるが、2020年時点では、鎌倉宮の主祭神としては「もりながしんのう」と呼称する。また、「大塔宮」の訓み方は正式には「おおとうのみや」と考えられ、鎌倉宮でもこれを採用するが、親王薨去の約40年後に完成した軍記物語『太平記』の5巻では「だいとうのみや」とも俗に訓まれていたかのような描写があり、鎌倉の地元でもこちらの「だいとうのみや」や更に詰まった「だいとのみや」で訓まれることが多い。

## 祭神

### 護良親王
祭神である護良親王は、後醍醐天皇の皇子で父とともに鎌倉幕府を倒し建武中興を実現したが、その後、足利尊氏との対立により足利方に捕えられて東光寺に幽閉され、建武2年（1335年）の中先代の乱の混乱の中で尊氏の弟の直義の命で、家来である淵辺義博（ふちのべよしひろ）によって殺害された。

### 持明院 南御方
持明院 南御方（じみょういん みなみのおんかた）は持明院中納言の藤原保藤の息女。護良親王の鎌倉幽閉に随行し、身の回りの世話をし、親王の最期にあたっては理知光寺（廃寺。現、皇子護良親王墓陵）の長老と共に丁重に弔った後、上洛し後醍醐天皇へその最期の仔細を報告した。
境内に摂社があり、「南方社」（みなみのかたしゃ）と呼ばれている。

### 村上彦四郎義光
村上義光（むらかみよしてる）は護良親王の忠臣で吉野落城に際しては、自刃を覚悟した親王を諫め、親王の鎧直垂を着用して身代わりとなり、腹十文字に掻き切って壮烈な最期を遂げた。1908年（明治41年）、真に至誠純忠の勇士として従三位を追贈され、贈従三位左馬権頭と呼ばれるようになった。
境内に摂社があり、「村上社」（むらかみしゃ）と呼ばれている。

## 歴史
1869年（明治2年）2月、武家から天皇中心の社会へ復帰させることを目的とした建武中興に尽力した親王の功を賛え、明治天皇は護良親王を祀る神社の造営を命じて自ら宮号を「鎌倉宮」と名づけた。7月15日に鎌倉宮の社号が下賜され、7月に東光寺跡の現在地に社殿が造営された。
1873年（明治6年）4月16日に明治天皇は鎌倉宮に行幸し、同年6月9日に鎌倉宮は官幣中社に列格した。
1939年（昭和14年）1月18日、日本郵船の客船「秩父丸」は「鎌倉丸」と改名する。客船「氷川丸」の船橋に氷川神社の祭神を祀っているように、「秩父丸」にも秩父神社を勧請していた。改名に際し、「鎌倉丸」は新たに鎌倉宮から祭神を奉安した。

## 施設

### 土牢

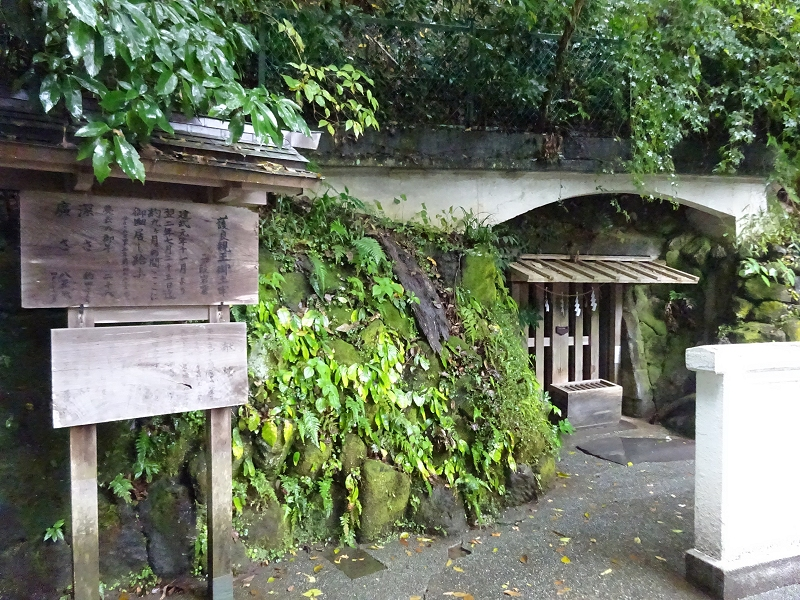
土牢

本殿の後方にある土手の穴が、護良親王がおよそ9か月間幽閉されていた土牢であるという古伝承がある。土窟で2段になっている。
「鎌倉覧勝考」によれば、上段は入り口から0.1寸ばかりの深さで2間四方余あり、下段はさらに7、8尺下って9尺四方あり、周囲は赤い土であるといい、さらに、「太平記」に「建武元年五月二日大塔宮を足利直義うけ取鎌倉へ下し奉つて、二階堂谷に土籠を塗てぞ置参らせける」とあり、土の牢とは記されておらず、薬師堂谷の御所または牢の御所と書いているものもあり、土籠は塗りごめた土蔵であり、四面を禁錮して入れ置いたのであるから、牢の御所と称したにすぎないという説もある（拝観は有料）。

### 宝物殿
1873年に明治天皇が鎌倉宮へ行幸した際、行在所として建設された建物。館内には鎌倉宮の祭神である護良親王ゆかりの品々や、歴代連合艦隊司令長官の書など多数くの宝物が展示されている（拝観は有料）。

### 撫で身代わり様
元弘3年（1333年）に吉野城落城の時、村上義光が護良親王の身代わりとなって切腹してエピソードから、2004年（平成16年）に義光を境内の樹齢103年の欅の大木で彫り上げた、「撫で身代わり様」像が拝殿横に存在する。
鎧姿の等身大武者像で厄除け、病気平癒のご利益があるとされ、参拝者が撫で回すので手沢を帯びて全身が光沢で輝いている。

### 獅子頭守像
拝殿の正面には、本神社のお守りの代表格である「獅子頭守（ししがしらまもり）」の巨大像がある。
真っ赤な獅子頭は護良親王が、獅子頭の小さなお守りを兜に忍ばせて自らの無事を祈ったのが由縁とされ、厄除け・幸運招来・交通安全・身代りなどの効能があるとされる。

### 盃割り舎
土器（かわらけ）に息を吹きかけて盃に自分の「厄（悪いもの）」を移し、「厄割り石」と呼ばれる大石に投げつけて割るための施設。設置されたのは比較的新しく、1980年代頃である（土器は有料）。

### 小賀玉の木
鎌倉市指定の天然記念物で、神木である。

### 将軍梅
手水舎の傍らにあるウメ。弟・懐良親王を祭神とする八代宮（熊本県八代市）が、懐良親王のお手植えとされる宮ノ陣神社（福岡県久留米市）の「将軍梅」を分けてもらったものを、さらに兄弟宮の誼から分けてもらった。

### 休憩所
境内の社務所に隣接する二階建ての建物。参拝者、特に団体客の無料休憩所として利用される。椅子や机、自動販売機などが設置されている。結婚式の披露宴会場としても使用され「太平殿」との別名もある。 
時には災害時に、この建物と境内は避難所として使用されることもある。

### 神鹿園
かつて丹沢地方から奉納されたシカが、神鹿として飼われていた施設が境内に存在したが、神鹿が1980年代半ばに逝去したために撤去され、跡地は駐車場となった。

## 最寄りの交通機関
JR横須賀線・江ノ島電鉄鎌倉駅（東口）⑤ のりばより京浜急行バス　鎌20鎌倉宮行き　に乗車し、鎌倉宮下車すぐ